# David Jude Jolicoeur
Pour les articles homonymes, voir Jolicoeur.
David Jude Jolicoeur, né le 21 septembre 1968 à Brooklyn et mort le 12 février 2023, également connu sous les noms de scène de Trugoy the Dove, Plug 2 et Dave, est un rappeur américain, producteur, surtout connu comme un membre du groupe de hip hop De La Soul.
Avec les autres membres de De La Soul, Jolicoeur est membre du collectif Native Tongues. Jolicoeur a co-écrit la chanson de Gorillaz Feel Good Inc., qui met en vedette De La Soul et remporte un Grammy Award en 2006 pour la meilleure collaboration pop avec voix,.

## Biographie

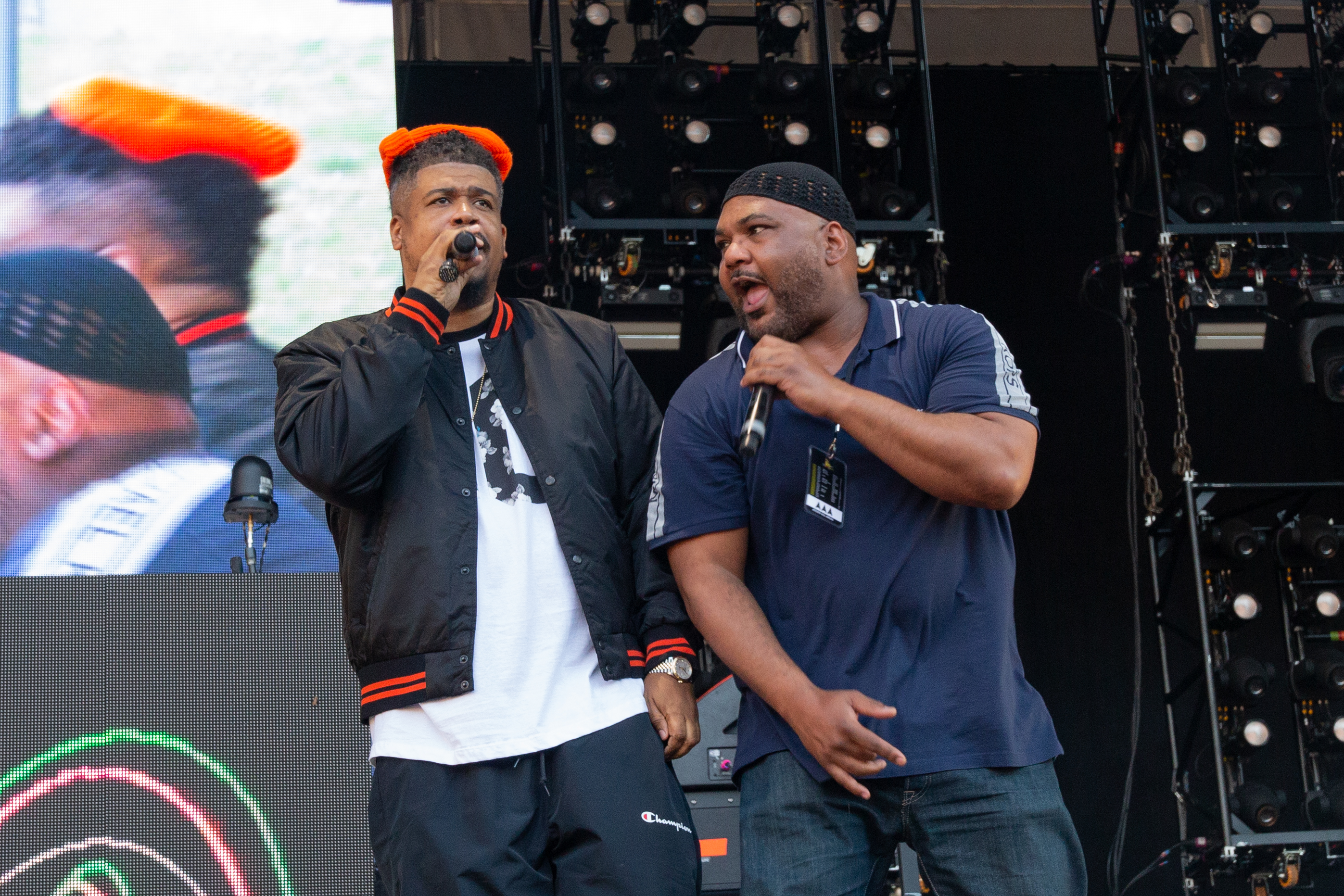
Dave et Maseo de De La Soul au Gods of Rap 2019 à Berlin

Jolicoeur est né le 21 septembre 1968 à Brooklyn, New York, de parents haïtiens-américains, mais il grandit dans le hameau de Long Island à East Massapequa,.
Au cours de son adolescence, il fréquente l'Amityville Memorial High School, dans la région d'Amityville à Long Island, où il rencontre et se lie d'amitié avec Vincent Mason, Kelvin Mercer et Paul Houston,,. Après un passage en solo, Jolicoeur, Mason et Mercer décident de former eux-mêmes un groupe de rap, se réunissant sous le nom de De La Soul : ils adoptent les noms de scène, respectivement, Trugoy the Dove, Maseo et Posdnuos,. Plus tard dans sa carrière, Jolicoeur révèle que la première partie de son nom de scène n'est qu'une version humoristique de l'anadrome du mot « yogourt ». Houston, mieux connu sous le nom de Prince Paul, continue à travailler avec le trio en tant que producteur.
Avec leurs styles excentriques associés aux messages positifs du premier groupe, 3 Feet High and Rising, les critiques et les journalistes les qualifie de "hippies du hip hop" (un titre que le groupe n'a pas tardé à réfuter avec la sortie du deuxième album De La Soul Is Dead en 1991).

## Maladie et mort
Au cours des dernières années de sa vie, Jolicoeur reçoit un diagnostic d'insuffisance cardiaque congestive et doit porter un défibrillateur afin de contrer ses symptômes,.
Il révèle publiquement ses problèmes de santé pour la première fois en novembre 2017, dans une scène spéciale du clip vidéo de Royalty Capes, un morceau de l'album de 2016 de De La Soul, And the Anonymous Nobody...,. Au début de la vidéo, Jolicoeur explique comment ses problèmes cardiaques affectent sa capacité à se produire et à tourner avec le groupe de manière cohérente, en disant : « [Le défibrillateur LifeVest] va me choquer et, espérons-le, me ramener de la matrice. Je suis prêt à retourner sur scène. Ça me manque. J'aime voyager. J'aime être avec mes gars. Et je veux que ça revienne. »,,
Le 5 février 2023, De La Soul participe à une performance spéciale pour les 50 ans du hip-hop aux 65e cérémonie des Grammy Awards, interprétant leur chanson de 1988, Buddy. Cependant, Jolicoeur n'est pas sur scène avec ses camarades de groupe,,.
Une semaine plus tard, le 12 février 2023, son représentant Tony Ferguson annonce la mort de Jolicoeur à 54 ans, la cause de son décès reste non divulguée,,,.